# Spanish Point, Antigua och Barbuda
Spanish Point är en udde i Antigua och Barbuda.   Den ligger i parishen Barbuda, i den norra delen av landet, 50 kilometer norr om huvudstaden Saint John's.
Terrängen inåt land är mycket platt. Havet är nära Spanish Point åt sydost. Trakten är glest befolkad. Närmaste större samhälle är Codrington, 14,1 kilometer nordväst om Spanish Point. 